# Killwangen
Killwangen é uma comuna da Suíça, no Cantão Argóvia, com cerca de 1.622 habitantes. Estende-se por uma área de 2,43 km², de densidade populacional de 667 hab/km². Confina com as seguintes comunas: Neuenhof, Oberrohrdorf, Spreitenbach, Würenlos.
A língua oficial nesta comuna é o Alemão.